# Maria Ramos
Maria Augusta Ramos (Brasília, 1964) é uma cineasta e diretora brasileira.

## Carreira
Formada em música pela Universidade de Brasília (UnB), Maria se mudou para Paris onde concluiu seus cursos de musicologia e música eletro-acústica no grupo de pesquisas musicais (Radio France) e, mais tarde, em Londres, (City University).
Em 1990, casou-se com Honing Henkjan Honing, e foi morar na Holanda, onde estudou direção e edição na Academia Holandesa de Cinema e Televisão, sendo aluna de Johan van der Keuken (1938-2001).

## Obra
Ela dirigiu vários filmes de curta-metragem, entre eles:
- Eu Acho que o que Eu Quero Dizer é... (1993)
- Boy e Aleid (1994)
- Two Times at Home (1996)
- The Secret of the Vibrato (1998)
- Rio Um Dia em Agosto (2002)

Dirigiu também a série de episódios de documentários de média-metragem para a TV holandesa "Butterflies in Your Stomach", em 1998.
E produziu e dirigiu os filmes de longa-metragem:
- Brasília, Um Dia em Fevereiro (1995), vencedor do prêmio do júri no Festival de Documentários do Rio de Janeiro - "É Tudo Verdade").
- Desi (2000), primeiro lugar no IDFA, mais importante festival de documentários da Holanda.[1]
- Justiça (2004), ganhador de 9 prêmios internacionais.[1]
- Juízo (2008), filme que trata do sistema judiciário brasileiro.
- Morro dos Prazeres (2013), retrata a realidade e atuação das Unidades de Polícia Pacificadora no morro dos prazeres.
- O Processo (2018), selecionado para o Festival de Berlim.[1]
- Não Toque em Meu Companheiro 2020
- Amigo Secreto 2022